# Justino Veiga
Justino Tavares da Veiga est un homme politique santoméen.
Il est ministre de la Justice, de la Réforme de l'État, de l'Administration publique et des Affaires parlementaires de 2003 à 2004, de 2006 à 2008 puis de 2008 à 2010. Il démissionne le 4 janvier 2010 du XIIIe gouvernement avec la ministre des Ressources naturelles, de l'Énergie et de l'Environnement Cristina Dias, peu après qu'ils ont quitté le parti majoritaire Mouvement pour les forces de changement démocratique - Parti libéral.